# Điều chế tần số
Điều chế tần số (hay biến điệu tần số, tiếng Anh: Frequency modulation viết tắt là "FM") được áp dụng trong kỹ thuật vô tuyến điện và kỹ thuật xử lý tín hiệu. Người ta truyền thông tin trên một sóng mang cao tần bằng hai cách. Thay đổi tần số sóng mang theo tín hiệu cần truyền, trong khi biên độ của sóng mang cao tần không thay đổi, đó là kỹ thuật điều chế tần số. Và điều chế biên độ của sóng mang theo tín hiệu cần truyền mà tần số sóng mang vẫn giữ nguyên. Ngoài ra còn nhiều phương pháp điều chế khác, như điều chế pha, điều chế mạch xung, điều chế biên mã, điều chế đơn biên...
Về phạm vi băng sóng điều tần có những tiêu chuẩn khác nhau: Tiêu chuẩn OIRT (tổ chức quốc tế về truyền thanh và truyền hình) có dải sóng từ 65,8 MHz đến 73 MHz. Tiêu chuẩn CCIR (hội đồng tư vấn quốc tế về vô tuyến điện) có giải tần 87,5 MHz đến 104 MHz. Mỹ và Nhật lại dùng dải rộng hơn là từ 87,5 MHz đến 108 MHz
Người ta đã biết phương pháp điều tần từ lâu, nhưng ít chú ý, vì cho rằng không có ưu điểm gì nổi bật so với điều biên. Khoảng năm 1940 thì mới dùng rộng rãi kỹ thuật điều tần, vì phát hiện thấy ưu điểm chống can nhiễu của nó. Hiện nay kỹ thuật này được sử dụng rộng rãi trong phát thanh, hệ thống vô tuyến hai chiều (hữu tuyến), hệ thống ghi băng từ và hệ thống truyền dẫn video. Trong hệ thống vô tuyến, điều tần với băng thông đủ cung cấp một lợi thế trong việc triệt tạp âm tự nhiên. Ma-níp dịch tần (FM số) được sử dụng rộng rãi trong các modem dữ liệu và fax.

## Lý thuyết

Một tín hiệu có thể được mang trên sóng vô tuyến AM hoặc FM {AM (đỏ) Điều biên, FM (xanh) Điều tần}

Giả sử tín hiệu dữ liệu băng gốc (bản tin) cần được truyền là {\displaystyle x_{m}(t)} và sóng mang cao tần hình sin {\displaystyle x_{c}(t)=A_{c}\cos(2\pi f_{c}t)\,}, ở đây fc là tần số sóng mang cao tần và Ac là biên độ sóng mang cao tần. Bộ điều chế kết hợp sóng mang với tín hiệu băng gốc để có được tín hiệu truyền là:
{\displaystyle y(t)=A_{c}\cos \left(2\pi \int _{0}^{t}f(\tau )d\tau \right)}
{\displaystyle =A_{c}\cos \left(2\pi \int _{0}^{t}\left[f_{c}+f_{\Delta }x_{m}(\tau )\right]d\tau \right)}
{\displaystyle =A_{c}\cos \left(2\pi f_{c}t+2\pi f_{\Delta }\int _{0}^{t}x_{m}(\tau )d\tau \right)}
Trong phương trình này, {\displaystyle f(\tau )\,} là tần số tức thời của bộ tạo dao động và {\displaystyle f_{\Delta }\,} là độ lệch tần số đặc trưng cho độ lệch cực đại so với fc trên một hướng, giả sử xm(t) có giới hạn trong khoảng (-1, +1).
Mặc dù có vẻ như điều này giới hạn tần số sử dụng trong khoảng fc ± fΔ, nó bỏ qua sự khác biệt giữa tần số tức thời và phổ tần số. Phổ tần số của một tín hiệu FM thực tế có phần mở rộng ra đến vô cùng, chúng trở nên rất nhỏ khi vượt qua một điểm.

### Tín hiệu băng gốc hình sin
Một tín hiệu điều chế băng gốc có thể xấp xỉ bằng một tín hiệu hình sin liên tục với tần số fm. Tích phân của tín hiệu này là
{\displaystyle \int _{0}^{t}x_{m}(t)dt={\frac {A_{m}\cos(2\pi f_{m}t)}{2\pi f_{m}}}\,}
Vì vậy, trong trường hợp cụ thể này, phương trình (1) ở trên có thể đơn giản hóa thành:
{\displaystyle y(t)=A_{c}\cos \left(2\pi f_{c}t+{\frac {f_{\Delta }}{f_{m}}}\cos \left(2\pi f_{m}t\right)\right)\,}
ở đây biên độ {\displaystyle A_{m}\,} của tín hiệu hình sin điều chế được biểu diễn bằng độ lệch đỉnh {\displaystyle f_{\Delta }\,} (xem độ lệch tần số).
Sự phân bố hài hòa của sóng mang hình sin được điều chế bởi một tín hiệu dạng sin có thể được biểu diễn bằng các hàm Bessel - hàm này cung cấp một cơ sở hiểu biết toán học của điều chế tần số trong miền tần số.

### Chỉ số điều chế
Như với các chỉ số điều chế, con số này chỉ ra biến điều chế thay đổi như thế nào xung quanh mức không điều chế của nó. Nó liên quan tới các biến tần số của tín hiệu sóng mang:
{\displaystyle h={\frac {\Delta {}f}{f_{m}}}={\frac {f_{\Delta }|x_{m}(t)|}{f_{m}}}\ }
ở đây {\displaystyle f_{m}\,} là thành phần tần số cao nhất có mặt trong tín hiệu điều chế xm(t), {\displaystyle \Delta {}f\,} là độ lệch tần số đỉnh, tức là độ lệch tối đa của tần số tức thời so với tần số sóng mang. Nếu {\displaystyle h\ll 1}, điều chế tần số được gọi là FM băng hẹp, băng thông của nó xấp xỉ {\displaystyle 2f_{m}\,}.
Nếu {\displaystyle h\gg 1}, thì điều chế tần số được gọi là FM băng rộng và băng thông của nó xấp xỉ {\displaystyle 2f_{\Delta }\,}. Do FM băng rộng sử dụng thêm băng thông, nó có thể cải thiện tỉ số tín trên tạp một cách đáng kể. Ví dụ, tăng gấp đôi giá trị của {\displaystyle \Delta {}f\,} trong khi vẫn giữ nguyên giá trị {\displaystyle f_{m}}, kết quả là tỉ số tín trên tạp được cải thiện gấp 8 lần. So sánh với trải phổ chirp sử dụng độ lệch tần số rất lớn để đạt được độ lợi xử lý tương đương với các chế độ trải phổ truyền thống hơn đã biết.
Với một sóng FM điều chế âm tần, nếu tần số điều chế được giữ cố định và chỉ số điều chế tăng lên, băng thông (không đáng kể) của tín hiệu FM sẽ tăng lên, nhưng khoảng cách giữa các thành phần phổ vẫn như cũ; một số thành phần phổ giảm trong khi thành phần khác tăng. Nếu độ lệch tần số được giữ không đổi và tần số điều chế tăng, thì khoảng cách giữa các thành phần phổ sẽ tăng.
Điều chế tần số có thể được phân loại như băng hẹp nếu sự thay đổi trong tần số sóng mang giống như tần số tín hiệu, hoặc phân loại như băng rộng nếu sự thay đổi trong tần số sóng mang cao hơn nhiều (chỉ số điều chế >1) so với tần số tín hiệu. Ví dụ, FM băng hẹp được sử dụng cho các hệ thống vô tuyến hai chiều như Dịch vụ vô tuyến gia đình, ở đây sóng mang cho phép độ lệch chỉ là 2,5 kHz ở trên và dưới tần số trung tâm, mang các tín hiệu thoại không lớn hơn băng thông 3,5 kHz. FM băng rộng được sử dụng cho phát thanh FM, trong loại hình phát thanh này, tín hiệu âm nhạc và thoại được truyền với độ lệch tần số lên tới 75 kHz so với tần số trung tâm, mang âm thanh trên băng thông lên tới 20 kHz.

### Quy tắc Carson
Một quy tắc ngón cái, quy tắc Carson phát biểu rằng gần như tất cả (~98%) công suất của một tín hiệu điều tần nằm trong một băng thông {\displaystyle B_{T}\,}:
{\displaystyle \ B_{T}=2(\Delta f+f_{m})\,}
ở đây {\displaystyle \Delta f\,} như đã định nghĩa ở trên, là độ lệch đỉnh của tần số tức thời {\displaystyle f(t)\,} so với tần số sóng mang trung tâm {\displaystyle f_{c}\,}.

## Giảm tạp âm
Công suất tạp âm sẽ giảm khi công suất tín hiệu tăng, do đó SNR được cải thiện một cách đáng kể.

## Hàm Bessel
Biên độ sóng mang và biên độ dải biên được minh họa cho các chỉ số điều biên khác nhau của các tín hiệu FM. Dựa trên hàm Bessel
| Chỉ số điều chế | Dải biên  | Dải biên | Dải biên | Dải biên | Dải biên | Dải biên | Dải biên | Dải biên | Dải biên | Dải biên | Dải biên | Dải biên | Dải biên | Dải biên | Dải biên | Dải biên | Dải biên |
| Chỉ số điều chế | Sóng mang | 1        | 2        | 3        | 4        | 5        | 6        | 7        | 8        | 9        | 10       | 11       | 12       | 13       | 14       | 15       | 16       |
| --------------- | --------- | -------- | -------- | -------- | -------- | -------- | -------- | -------- | -------- | -------- | -------- | -------- | -------- | -------- | -------- | -------- | -------- |
| 0,00            | 1,00      |          |          |          |          |          |          |          |          |          |          |          |          |          |          |          |          |
| 0,25            | 0,98      | 0,12     |          |          |          |          |          |          |          |          |          |          |          |          |          |          |          |
| 0,5             | 0,94      | 0,24     | 0,03     |          |          |          |          |          |          |          |          |          |          |          |          |          |          |
| 1,0             | 0,77      | 0,44     | 0,11     | 0,02     |          |          |          |          |          |          |          |          |          |          |          |          |          |
| 1,5             | 0,51      | 0,56     | 0,23     | 0,06     | 0,01     |          |          |          |          |          |          |          |          |          |          |          |          |
| 2,0             | 0,22      | 0,58     | 0,35     | 0,13     | 0,03     |          |          |          |          |          |          |          |          |          |          |          |          |
| 2,41            | 0         | 0,52     | 0,43     | 0,20     | 0,06     | 0,02     |          |          |          |          |          |          |          |          |          |          |          |
| 2,5             | −0,05     | 0,50     | 0,45     | 0,22     | 0,07     | 0,02     | 0,01     |          |          |          |          |          |          |          |          |          |          |
| 3,0             | −0,26     | 0,34     | 0,49     | 0,31     | 0,13     | 0,04     | 0,01     |          |          |          |          |          |          |          |          |          |          |
| 4,0             | −0,40     | −0,07    | 0,36     | 0,43     | 0,28     | 0,13     | 0,05     | 0,02     |          |          |          |          |          |          |          |          |          |
| 5,0             | −0,18     | −0,33    | 0,05     | 0,36     | 0,39     | 0,26     | 0,13     | 0,05     | 0,02     |          |          |          |          |          |          |          |          |
| 5,53            | 0         | −0,34    | −0,13    | 0,25     | 0,40     | 0,32     | 0,19     | 0,09     | 0,03     | 0,01     |          |          |          |          |          |          |          |
| 6,0             | 0,15      | −0,28    | −0,24    | 0,11     | 0,36     | 0,36     | 0,25     | 0,13     | 0,06     | 0,02     |          |          |          |          |          |          |          |
| 7,0             | 0,30      | 0,00     | −0,30    | −0,17    | 0,16     | 0,35     | 0,34     | 0,23     | 0,13     | 0,06     | 0,02     |          |          |          |          |          |          |
| 8,0             | 0,17      | 0,23     | −0,11    | −0,29    | −0,10    | 0,19     | 0,34     | 0,32     | 0,22     | 0,13     | 0,06     | 0,03     |          |          |          |          |          |
| 8,65            | 0         | 0,27     | 0,06     | −0,24    | −0,23    | 0,03     | 0,26     | 0,34     | 0,28     | 0,18     | 0,10     | 0,05     | 0,02     |          |          |          |          |
| 9,0             | −0,09     | 0,25     | 0,14     | −0,18    | −0,27    | −0,06    | 0,20     | 0,33     | 0,31     | 0,21     | 0,12     | 0,06     | 0,03     | 0,01     |          |          |          |
| 10,0            | −0,25     | 0,04     | 0,25     | 0,06     | −0,22    | −0,23    | −0,01    | 0,22     | 0,32     | 0,29     | 0,21     | 0,12     | 0,06     | 0,03     | 0,01     |          |          |
| 12,0            | 0,05      | −0,22    | −0,08    | 0,20     | 0,18     | −0,07    | −0,24    | −0,17    | 0,05     | 0,23     | 0,30     | 0,27     | 0,20     | 0,12     | 0,07     | 0,03     | 0,01     |

## Điều chế và giải điều chế

Một tín hiệu đổi tần của một sóng mang trong FM.

### Điều chế
Các tín hiệu FM có thể được tao ra bằng cách sử dụng điều chế tần số trực tiếp hoặc gián tiếp.
- Điều chế FM trực tiếp có thể thực hiện bằng cách đưa trực tiếp bản tin vào một VCO.
- Điều chế FM gián tiếp, tín hiệu bản tin được kết hợp để tạo ra một tín hiệu điều chế pha. Nó được sử dụng để đưa vào một bộ dao động thạch anh và ở đầu ra của bộ tạo dao động đi qua bộ nhân tần sẽ tạo ra được một tín hiệu FM.[3]

### Giải điều chế
Hiện này có nhiều mạch tách sóng FM. Một phương pháp phổ biến để khôi phục tín hiệu bản tin là dùng một bộ tách sóng Foster-Seeley. Một vòng khóa pha có thể được sử dụng như một bộ giải điều chế FM.
Tách sóng dốc giải điều chế một tín hiệu FM bằng cách sử dụng một mạch cộng hưởng, mạch này có tần số cộng hưởng của nó bù đắp một phần nhỏ với tần số sóng mang. Vì tần số tăng và giảm, mạch cộng hưởng tạo một biên độ thay đổi của phản ứng, chuyển đổi FM thành AM. Máy thu AM có thể tách một số tín hiệu FM bằng cách này, dù nó không phải là một phương pháp hiệu quả nhất cho giải điều chế phát thanh FM.

## Ứng dụng

### Băng từ
FM cũng được sử dụng ở trung tần trong các hệ thống VCR tương tự, bao gồm cả VHS, để ghi lại cả độ chói (đen và trắng) của tín hiệu video. Thông thường, các thành phần chrome được ghi lại như một tín hiệu AM thông thường, bằng cách sử dụng tín hiệu FM tần số cao hơn như thiên áp. FM là phương pháp chỉ khả thi cho việc ghi lại thành phần độ chói (đen và trắng) của video vào băng từ và truy xuất video từ băng từ mà không bị méo cực, như các tín hiệu video có các thành phần dải tần rất lớn - từ vài Hz tới vài MHz, quá rộng cho các bộ cân bằng làm việc do tạp âm dưới −60 dB. FM cũng giữ băng ở mức bão hòa, và do đó đóng vai trò như một hình thức giảm tạp âm, và một bộ giới hạn đơn giản có thể ẩn các biến trong phát lại đầu ra, và tác dụng của bắt FM loại bỏ sự sao chuyển và pre-echo. Một tone hoa tiêu liên tục nếu thêm vào tín hiệu – như được thực hiện trên V2000 và rất nhiều định dạng băng cao khác – có thể điều khiển được jitter cơ khí và hỗ trợ hiệu chỉnh gốc thời gian.
Các hệ thống FM khá đặc biệt do chúng có tỉ số tần số sóng mang trên tần số điều chế cực đại nhỏ hơn 2; ngược lại với điều này, phát thanh audio FM có tỉ số khoảng 10.000. Hãy xem xét ví dụ một sóng mang 6 MHz điều chế với 3,5 MHz; bằng cách phân tích Bessel thì các dải biên đầu tiên là 9,5 và 2,5 MHz, trong khi dải biên thứ hai là 13 MHz và −1 MHz. Kết quả là một dải biên có pha đảo ngược +1 MHz; với giải điều chế, kết quả này trong đầu ra không mong muốn là 6−1 = 5 MHz. Hệ thống phải được thiết kế để có thể chấp nhận được mức này.

### Âm thanh
FM cũng được sử dụng trong các tần số âm thanh để tổng hợp âm thanh. Kỹ thuật này còn gọi là tổng hợp FM, đã được phổ biến rộng rãi bởi các bộ tổng hợp số đời đầu và trở thành một đặc tính tiêu chuẩn cho nhiều thế hệ card âm thanh của máy tính cá nhân.

### Vô tuyến
Edwin Howard Armstrong (1890–1954) là kỹ sư điện Mỹ đã phát minh ra vô tuyến điều chế tần số băng rộng.
Ông được cấp bằng sáng chế mạch vào năm 1914, máy thu đổi tầng phát minh năm 1918 và máy tái sinh tín hiệu phát minh năm 1922. Ông trình bày bài báo của mình:"Một phương pháp Giảm Nhiễu trong Tín hiệu Vô tuyến bằng một Hệ thống Điều chế Tần số", đây là bài báo đầu tiên trình bày vô tuyến FM, trước phân viện New York của Viện kỹ sư vô tuyến vào ngày 6/11/1935. Bài báo được xuất bản năm 1936.
Như tên gọi của nó, FM băng rộng (WFM) cần một băng thông tín hiệu rộng hơn so với điều biên cùng một tín hiệu điều chế tương đương, nhưng điều này cũng làm cho tín hiệu kháng tạp âm và nhiễu tốt hơn. Điều tần cũng chống lại hiện tượng fading biên độ tín hiệu đơn giản. Do đóm FM được chọn là tiêu chuẩn điều chế cho tần số cao, truyền dẫn vô tuyến trung thực cao: do đó thuật ngữ "Vô tuyến FM" (trong nhiều năm qua BBC lại gọi nó là "Vô tuyến VHF", vì quảng bá FM thương mại sử dụng một phần của băng VHF - băng tần quảng bá FM)
Máy thu FM sử dụng một bộ tách sóng đặc biệt cho các tín hiệu FM và đưa ra một hiện tượng gọi là hiệu ứng bắt, bộ cộng hưởng có thể thu tốt hai đài đang được phát song trên cùng một tần số. Tuy nhiên, trôi tần hay thiếu độ chọn lọc có thể làm một đài hoặc tín hiệu bị vượt quá bởi đài hoặc tín hiệu khác trên một kênh lân cận. Trôi tần thường xảy ra trên các máy bay rất cũ và không đắt tiền, trong khi độ chọn lọc không thích hợp có thể làm ảnh hưởng tới bất kỳ bộ cộng hưởng nào.
Một tín hiệu FM cũng có thể được sử dụng để mang một tín hiệu stereo: xem stereo FM. Tuy nhiên, điều này được thực hiện bằng cách ghép và tách kênh trước và sau quá trình FM. Phần còn lại của bài viết này bỏ qua quá trình ghép và tách kênh stereo được sử dụng trong "stereo FM", và tập trung vào các quá trình điều chế và giải điều chế FM, chúng giống hệt nhau trong các quá trình stereo và mono.
Một bộ khuếch đại chuyển mạch tần số vô tuyến hiệu suất cao cũng có thể được sử dụng để phát các tín hiệu FM (và các tín hiệu biên độ không đổi khác). Đối với cường độ tín hiệu nhất định (đo tại anten máy thu), các bộ khuếch đại chuyển mạch sử dụng nguồn công suất thấp và có giá thành thấp hơn so với bộ khuếch đại tuyến tính. Điều này mang lại cho FM một lợi thế khác so với các biểu đồ điều chế khác sử dụng các bộ khuếch đại tuyến tính như AM và QAM.
FM thường được sử dụng ở các tần số vô tuyến VHF cho phát thanh quảng bá chất lượng cao (xem quảng bá FM). Âm thanh TV thường cũng được phát sóng bằng FM. Một băng tần hẹp được sử dụng cho thông tin thoại trong thương mại và vô tuyến nghiệp dư. Trong các dịch vụ quảng bá, âm thanh trung thực là quan trọng, FM băng rộng thường được sử dụng trong các dịch vụ này. Trong vô tuyến hai chiều, FM băng hẹp (NBFM) được sử dụng để tiết kiệm băng thông cho các trạm vô tuyến di động mặt đất, di động hàng hải và nhiều dịch vụ vô tuyến khác.

### Hỗn hợp
Ma-níp dịch tần là điều chế tần số sử dụng chỉ một số tần số rời rạc. Truyền dẫn mã Morse được thực hiện bằng cách này, như hầu hết các modem đường dây điện thoại đời đầu. Radioteletype cũng sử dụng FSK.
Điều chế FM cũng được sử dụng trong các ứng dụng đo xa, radar, khảo sát địa chấn và mô hình động kinh EEG của trẻ sơ sinh.